# Vivian Woodward

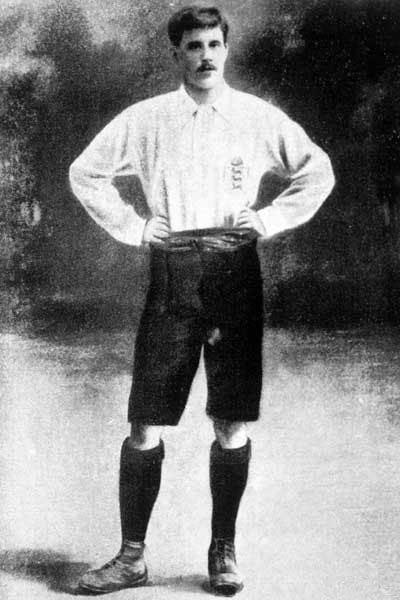
Vivian Woodward im Trikot Englands

Vivian „Viv“ John Woodward (* 3. Juni 1879 in Kennington, London; † 31. Januar 1954 in Ealing, London) war ein englischer Amateurfußballspieler, langjähriger Mannschaftskapitän der englischen Nationalmannschaft und für Großbritannien Goldmedaillengewinner bei den Olympischen Sommerspielen 1908 in London sowie 1912 in Stockholm.

## Sportlicher Werdegang
Woodward zog im Jugendalter nach Clacton, besuchte das Hascham College und machte erstmals auf sich aufmerksam, als er im November 1895 gegen eine B-Auswahl des Vereins Clacton Town spielte. Obwohl er dieses Spiel mit 3:6 verlor, sollte er sich bereits einen Monat später – gegen den ursprünglichen Widerstand seines Vaters, der Fußball verachtete und Cricket bevorzugte – dieser B-Mannschaft anschließen. Mit seinem Einstand am 14. Dezember 1895 für Clacton Town beeindruckte er derart, dass er bereits eine Woche später in das A-Team des Vereins aufrückte.
Sein Klub war zu Beginn der Saison 1895/96 der Division Two der North Essex League beigetreten und Woodward konnte in seiner Zeit bei Clacton Town bis 1900 zweimalig die dortige Meisterschaft gewinnen, wie auch den Essex Junior Cup. Nach einigen Spielen für eine Suffolk-Auswahl sowie für Harwich & Parkeston und Colchester Town wechselte er 21-jährig nach Chelmsford. Als er im Jahr 1902 bei einem Spiel einer Süd- gegen eine Nordauswahl im Stadion an der White Hart Lane agierte, wurde er vom dort ansässigen Tottenham Hotspur entdeckt und in die Mannschaft aufgenommen.
Der Mittelstürmer, der sich neben Cricket auch sehr für Tennis und sogar Rollschuhlauf interessierte, wurde bei diesem Verein fortan zu einem der weltweit besten Spieler seiner Zeit und steuerte bei dem Debüt in der Nationalmannschaft zwei Tore zum 4:0-Sieg gegen Irland bei. Während seiner Länderspielkarriere bis 1911 gelangen ihm in insgesamt 23 Partien 29 Tore, wobei diese Torquote bis in die 1950er-Jahre hinein einen Rekord darstellte. Auch in absoluten Zahlen war er mit seinen 29 Treffern Rekordtorschütze der Nationalmannschaft, bis Tom Finney ihn 1958 gegen Nordirland in einem seiner letzten Länderspiele mit seinem 30. und letzten Tor übertreffen konnte. Selbiges gelang zwei Wochen später Nat Lofthouse gegen die Sowjetunion, der ebenfalls kurz vor dem Ende seiner Karriere Woodward mit seinem letzten Tor noch überholen konnte. Schon zuvor war er 1956 von Lofthouse und 1958 von Finney eingeholt worden, blieb aber bis Oktober 1958 noch bester Torschütze. Woodward selbst hatte dabei in seinem letzten Einsatz gegen Wales 1911 mit zwei Toren den bisherigen Rekordhalter Steve Bloomer eingeholt und überholt. Zudem war er in der englischen Amateurauswahl aktiv und schoss in 30 Partien 46 Treffer. Einen Höhepunkt stellten im Jahr 1906 dabei seine acht Tore zum 15:0-Sieg gegen Frankreich in Paris dar, wobei sich diese Statistik auf Angaben der Zeitungen „The Times“ und „Sporting Lives“ stützen (von der FIFA wurden ihm offiziell nur vier Tore zugeschrieben).
Im gleichen Jahr, als Woodward bei den heimischen Olympischen Spielen 1908 als Mannschaftskapitän für Großbritannien die Goldmedaille gewinnen konnte, wurde Tottenham Hotspur in die Second Division der Football League aufgenommen. Woodward schoss beim 3:0-Sieg vor 20.000 Zuschauern gegen die Wolverhampton Wanderers das erste Tor in Tottenhams Ligageschichte und konnte auf Anhieb mit seiner Mannschaft in die First Division aufsteigen. Er schloss sich direkt im Anschluss dem FC Chelsea an, wo er bis 1915 in 116 Spielen 34 Tore erzielte.
Ein weiterer Höhepunkt war der erneute Gewinn der Goldmedaille im olympischen Turnier 1912. Drei Jahre später erreichte Chelsea das Endspiel im FA Cup und trotz des Ausbruchs des Ersten Weltkriegs erhielt Woodward von der Armee die Erlaubnis, an diesem Finale teilzunehmen. Woodward, der im Verlauf des Wettbewerbs jedoch nicht gespielt hatte, verzichtete auf seinen Einsatz und ließ seinem Konkurrenten Bob Thomson den Vorzug.
Seine letzte Spielzeit absolvierte Woodward in der Saison 1919/20, als er im Alter von nun 40 Jahren die Mannschaft Essex County als Kapitän anführte.
Nach seinem Rücktritt von dem aktiven Fußballsport war Woodward zwischen 1922 und 1930 als Direktor beim FC Chelsea beschäftigt. Anschließend erwarb er eine Farm in Chisbon Heath und betrieb darüber hinaus eine Molkerei in Frinton-on-Sea. Woodward, der während des Krieges, als er für das Middlesex Regiment gedient hatte, verwundet worden war und sich davon nie richtig erholen konnte, starb am 31. Januar 1954 in einem Londoner Altersheim. Erst nach seinem Tod erhielt er eine Würdigung seiner sportlichen Leistungen und wurde in die Liste der hundert besten Spieler der Football League aufgenommen.

## Erfolge
- Olympischer Goldmedaillengewinner: 1908, 1912

## Vereinsstationen
- Clacton Town (1895–1900)
- Suffolk, Harwich & Parkeston, Colchester Town, Chelmsford (1900–1902)
- Tottenham Hotspur (1902–1908)
- FC Chelsea (1908–1915)
- Essex County (1920)